# Fase de classificació de la Copa d'Àfrica de Nacions 2008
Fase de classificació de la Copa d'Àfrica de Nacions de futbol de l'any 2008. Es classifiquen els 12 campions de grup i els tres millors classificats en segona posició. La competició es disputà entre el 2 de setembre de 2006 i el 13 d'octubre de 2007.
- Ghana classificat com a organitzador.

## No participants
Països exclosos per impagaments a la CAF:
- Guinea Bissau

Països que no participaren:
- República Centreafricana
- Comores
- Somàlia
- São Tomé i Príncipe

## Fase de grups

### Grup 1
Error de Lua a Mòdul:Sports_table/sub a la línia 10: attempt to concatenate local 'text' (a nil value).
| Gabon                                                | 4–0 | Madagascar |
| ---------------------------------------------------- | --- | ---------- |
| Antchouet 40' · Cousin 67' (pen.) · N'Zigou 76', 82' |     |            |

| Costa d'Ivori                                   | 5–0 | Gabon |
| ----------------------------------------------- | --- | ----- |
| K. Touré 10' · Koné 22', 55', 70' · Dindane 32' |     |       |

 Stade Félix Houphouët-Boigny, Abidjan
| Madagascar | 0–3 | Costa d'Ivori                         |
| ---------- | --- | ------------------------------------- |
|            |     | Gohouri 29' · Dindane 35' · Diané 82' |

 Stade Municipal de Mahamasina, Antananarivo
| Costa d'Ivori                                         | 5–0 | Madagascar |
| ----------------------------------------------------- | --- | ---------- |
| Kalou 18' · Koné 30', 82' · Y. Touré 48' · Drogba 90' |     |            |

| Madagascar | 0–2 | Gabon                   |
| ---------- | --- | ----------------------- |
|            |     | Akieremy 20' · Méyé 89' |

 Stade Municipal de Mahamasina, Antananarivo
| Gabon | 0–0 | Costa d'Ivori |
| ----- | --- | ------------- |
|       |     |               |

 Stade Omar Bongo, Libreville

### Grup 2
Error de Lua a Mòdul:Sports_table/sub a la línia 10: attempt to concatenate local 'text' (a nil value).
| Egipte                                                         | 4–1 | Burundi                  |
| -------------------------------------------------------------- | --- | ------------------------ |
| Zidane 5' · Abd-Rabou 29' · Aboutraika 31' · Hassan 52' (pen.) |     | Se. Ndikumana 79' (pen.) |

 Estadi Internacional del Caire
| Mauritània                                | 4–0 | Botswana |
| ----------------------------------------- | --- | -------- |
| M'Bodj 2' · Moussa 10', 23' · Langlet 31' |     |          |

 Stade Olympique, Nouakchott
| Botswana | 0–0 | Egipte |
| -------- | --- | ------ |
|          |     |        |

 Botswana National Stadium, Gaborone
| Burundi                                 | 3–1 | Mauritània   |
| --------------------------------------- | --- | ------------ |
| Sa. Ndikumana 3', 30' · Mbazumutima 45' |     | Benyachou 7' |

 Stade Prince Louis Rwagasore, Bujumbura
| Botswana  | 1–0 | Burundi |
| --------- | --- | ------- |
| Siska 57' |     |         |

 Botswana National Stadium, Gaborone
| Egipte                                    | 3–0 | Mauritània |
| ----------------------------------------- | --- | ---------- |
| Zidan 20' · Sidibé 23' (p.p.) · Ghaly 66' |     |            |

 Estadi Internacional del Caire
| Burundi      | 1–0 | Botswana |
| ------------ | --- | -------- |
| Hakimana 63' |     |          |

 Stade Amahoro, Kigali
| Mauritània  | 1–1 | Egipte     |
| ----------- | --- | ---------- |
| Langlet 67' |     | Hassan 15' |

 Stade Olympique, Nouakchott
| Botswana                   | 2–1 | Mauritània  |
| -------------------------- | --- | ----------- |
| Marumo 19' · Selolwane 40' |     | Langlet 75' |

 Botswana National Stadium, Gaborone
| Burundi | 0–0 | Egipte |
| ------- | --- | ------ |
|         |     |        |

 Stade Prince Louis Rwagasore, Bujumbura
| Egipte   | 1–0 | Botswana |
| -------- | --- | -------- |
| Fadl 77' |     |          |

 Estadi Internacional del Caire
| Mauritània                 | 2–1 | Burundi             |
| -------------------------- | --- | ------------------- |
| Corville 32' · Teguedi 50' |     | Imantona 85' (pen.) |

 Stade Olympique, Nouakchott

### Grup 3
Error de Lua a Mòdul:Sports_table/sub a la línia 10: attempt to concatenate local 'text' (a nil value).
| Uganda                           | 3–0 | Lesotho |
| -------------------------------- | --- | ------- |
| Massa 29', 42' · Obua 57' (pen.) |     |         |

 Nelson Mandela National Stadium, Kampala
| Nigèria                | 2–0 | Níger |
| ---------------------- | --- | ----- |
| Yakubu 27' · Obodo 60' |     |       |

 Abuja Stadium, Abuja
| Lesotho | 0–1 | Nigèria    |
| ------- | --- | ---------- |
|         |     | Yakubu 50' |

 Setsoto Stadium, Maseru
| Níger | 0–0 | Uganda |
| ----- | --- | ------ |
|       |     |        |

 Général Seyni Kountché Stadion, Niamey
| Nigèria  | 1–0 | Uganda |
| -------- | --- | ------ |
| Kanu 73' |     |        |

 MKO Abiola Stadium, Abeokuta
| Lesotho                    | 3–1 | Níger       |
| -------------------------- | --- | ----------- |
| Potse 22', 44' · Marai 75' |     | Kamilou 80' |

 Setsoto National Stadium, Maseru
| Uganda                               | 2–1 | Nigèria   |
| ------------------------------------ | --- | --------- |
| Obua 52' (pen.) · Sekagya 65' (pen.) |     | Utaka 25' |

 Nelson Mandela National Stadium, Kampala
| Níger                 | 2–0 | Lesotho |
| --------------------- | --- | ------- |
| Djibo 10' · Sacko 36' |     |         |

 Général Seyni Kountché Stadion, Niamey
| Níger       | 1–3 | Nigèria                           |
| ----------- | --- | --------------------------------- |
| Kamilou 68' |     | Kanu 40' · Taiwo 70' · Yakubu 89' |

 Général Seyni Kountché Stadion, Niamey
| Lesotho | 0–0 | Uganda |
| ------- | --- | ------ |
|         |     |        |

 Setsoto National Stadium, Maseru
| Nigèria                | 2–0 | Lesotho |
| ---------------------- | --- | ------- |
| Makinwa 42' · Uche 73' |     |         |

 Warri Township Stadium, Warri
| Uganda                   | 3–1 | Níger       |
| ------------------------ | --- | ----------- |
| Obua 2' (pen.), 77', 86' |     | Idrissa 45' |

 Nelson Mandela National Stadium, Kampala

### Grup 4
Error de Lua a Mòdul:Sports_table/sub a la línia 10: attempt to concatenate local 'text' (a nil value).
| Maurici | 0–0 | Tunísia |
| ------- | --- | ------- |
|         |     |         |

 Stade George V, Curepipe
| Sudan                              | 3–0 | Seychelles |
| ---------------------------------- | --- | ---------- |
| Galag 22' · Tambal 77' (pen.), 90' |     |            |

 Khartoum Stadium, Khartoum
| Seychelles      | 2–1 | Maurici   |
| --------------- | --- | --------- |
| Brutus 22', 81' |     | Godon 50' |

 Stade Linité, Victoria
| Tunísia            | 1–0 | Sudan |
| ------------------ | --- | ----- |
| Richard 79' (p.p.) |     |       |

 Stade 7 Novembre, Radès
| Seychelles | 0–3 | Tunísia             |
| ---------- | --- | ------------------- |
|            |     | Jemâa 16', 76', 80' |

 Stade Linité, Victoria
| Maurici    | 1–2 | Sudan         |
| ---------- | --- | ------------- |
| Naboth 68' |     | Agab 42', 86' |

 Stade George V, Curepipe
| Sudan                       | 3–0 | Maurici |
| --------------------------- | --- | ------- |
| Richard 24', 65' · Agab 44' |     |         |

 Al Merreikh Stadium, Omdurman
| Tunísia                                   | 4–0 | Seychelles |
| ----------------------------------------- | --- | ---------- |
| Jemâa 25' · Zaiem 41', 66' · Chermiti 81' |     |            |

 Stade 7 Novembre, Radès
| Seychelles | 0–2 | Sudan                 |
| ---------- | --- | --------------------- |
|            |     | Agab 46' · Tambal 61' |

 Stade Linité, Victoria
| Tunísia               | 2–0 | Maurici |
| --------------------- | --- | ------- |
| Jemâa 44' · Nafti 60' |     |         |

 Stade 7 Novembre, Radès
| Maurici   | 1–1 | Seychelles         |
| --------- | --- | ------------------ |
| Perle 59' |     | Godfrey 43' (pen.) |

 Stade George V, Curepipe
| Sudan                                                | 3–2 | Tunísia                       |
| ---------------------------------------------------- | --- | ----------------------------- |
| Alaa Eldin Babiker 26' · Agab 61' (pen.) · Mousa 72' |     | Tafti 55' · Santos 82' (pen.) |

 Khartoum Stadium, Khartoum

### Grup 5
Error de Lua a Mòdul:Sports_table/sub a la línia 10: attempt to concatenate local 'text' (a nil value).
| Ruanda | 0–3 | Camerun                                 |
| ------ | --- | --------------------------------------- |
|        |     | Feutchine 55' · Geremi 62' · Nguemo 84' |

 Stade Amahoro, Kigali
| Guinea Equatorial          | 2–1 | Libèria     |
| -------------------------- | --- | ----------- |
| J. Epitié 24' · Bodipo 88' |     | Krangar 35' |

 Estadio Internacional, Malabo
| Camerun                      | 3–0 | Guinea Equatorial |
| ---------------------------- | --- | ----------------- |
| Idrissou 72', 89' · Webó 80' |     |                   |

 Stade Omnisports Ahmadou Ahidjo, Yaoundé
| Libèria                            | 3–2 | Ruanda                     |
| ---------------------------------- | --- | -------------------------- |
| Doe 24' · Makor 68' · Williams 76' |     | Karekezi 70' · Mulenda 82' |

 Antoinette Tubman Stadium, Monròvia
| Camerun                      | 3–1 | Libèria |
| ---------------------------- | --- | ------- |
| Webó 12', 24' · Idrissou 86' |     | Doe 38' |

 Stade Omnisports Ahmadou Ahidjo, Yaoundé
| Guinea Equatorial                       | 3–1 | Ruanda       |
| --------------------------------------- | --- | ------------ |
| Neles 10' · Juvenal 75' · J. Epitié 83' |     | Karekezi 17' |

 Estadio Internacional, Malabo
| Ruanda             | 2–0 | Guinea Equatorial |
| ------------------ | --- | ----------------- |
| Niyonzima 57', 77' |     |                   |

 Stade Amahoro, Kigali
| Libèria    | 1–2 | Camerun              |
| ---------- | --- | -------------------- |
| Mennoh 80' |     | Mbia 12' · Eto'o 78' |

 Antoinette Tubman Stadium, Monròvia
| Camerun                   | 2–1 | Ruanda     |
| ------------------------- | --- | ---------- |
| Idrissou 16' · Geremi 49' |     | Gatete 79' |

 Stade Omnisports Roumdé Adjia, Garoua
| Libèria | 0–0 | Guinea Equatorial |
| ------- | --- | ----------------- |
|         |     |                   |

 Antoinette Tubman Stadium, Monròvia
| Ruanda                                                 | 4–0 | Libèria |
| ------------------------------------------------------ | --- | ------- |
| Bokota 21' · Makasi 29' · Witakenge 85' · Karekezi 89' |     |         |

 Stade Amahoro, Kigali
| Guinea Equatorial | 1–0 | Camerun |
| ----------------- | --- | ------- |
| Juvenal 35'       |     |         |

 Nuevo Estadio de Malabo, Malabo

### Grup 6
Error de Lua a Mòdul:Sports_table/sub a la línia 10: attempt to concatenate local 'text' (a nil value).
| Kenya           | 1–2 | Eritrea                          |
| --------------- | --- | -------------------------------- |
| Mambo Mumba 65' |     | Origi 60' (p.p.) · Shimangus 68' |

 Moi International Sports Centre, Nairobi
| Swazilàndia | 0–2 | Angola               |
| ----------- | --- | -------------------- |
|             |     | Jamba 21' · Locó 80' |

 Somhlolo National Stadium, Lobamba
| Eritrea | 0–0 | Swazilàndia |
| ------- | --- | ----------- |
|         |     |             |

 Asmara Stadium, Asmara
| Angola                       | 3–1 | Kenya      |
| ---------------------------- | --- | ---------- |
| Flávio 27', 68' · Mateus 60' |     | Ambani 81' |

 Estadio Nacional da Cidadela Desportiva, Luanda
| Angola                                                                           | 6–1 | Eritrea        |
| -------------------------------------------------------------------------------- | --- | -------------- |
| Flávio 26', 69' · Mantorras 35' · Zé Kalanga 41' · Mendonça 51' · Figueiredo 80' |     | Tenese Gay 58' |

 Estadio Nacional da Cidadela Desportiva, Luanda
| Kenya                     | 2–0 | Swazilàndia |
| ------------------------- | --- | ----------- |
| Mariga 51' · Shikanda 75' |     |             |

 Nyayo National Stadium, Nairobi
| Eritrea      | 1–1 | Angola      |
| ------------ | --- | ----------- |
| Abubeker 17' |     | Maurito 88' |

 Asmara Stadium, Asmara
| Swazilàndia | 0–0 | Kenya |
| ----------- | --- | ----- |
|             |     |       |

 Somhlolo National Stadium, Lobamba
| Eritrea    | 1–0 | Kenya |
| ---------- | --- | ----- |
| Aregay 80' |     |       |

 Asmara Stadium, Asmara
| Angola                                 | 3–0 | Swazilàndia |
| -------------------------------------- | --- | ----------- |
| Figueiredo 18' · Love 25' · Flávio 56' |     |             |

 Estadio Nacional da Cidadela Desportiva, Luanda
| Kenya                 | 2–1 | Angola      |
| --------------------- | --- | ----------- |
| Boya 18' · Oliech 87' |     | Manucho 35' |

 Nyayo National Stadium, Nairobi
| Swazilàndia | 0–0 | Eritrea |
| ----------- | --- | ------- |
|             |     |         |

 Trade Fair Ground, Manzini

### Grup 7
Error de Lua a Mòdul:Sports_table/sub a la línia 10: attempt to concatenate local 'text' (a nil value).
| Tanzània                           | 2–1 | Burkina Faso |
| ---------------------------------- | --- | ------------ |
| Koulibaly 23' (p.p.) · Khalfan 65' |     | Cissé 39'    |

 National Stadium, Dar es Salaam
| Senegal                     | 2–0 | Moçambic |
| --------------------------- | --- | -------- |
| Nando 33' (p.p.) · Ndaw 61' |     |          |

 Stade Leopold Senghor, Dakar
| Burkina Faso       | 1–0 | Senegal |
| ------------------ | --- | ------- |
| Yameogo 63' (pen.) |     |         |

 Stade du 4-Août, Ouagadougou
| Moçambic | 0–0 | Tanzània |
| -------- | --- | -------- |
|          |     |          |

 Estádio da Machava, Maputo
| Senegal                          | 4–0 | Tanzània |
| -------------------------------- | --- | -------- |
| Niang 35', 49', 64' · Kamara 46' |     |          |

 Stade Leopold Sedar Senghor, Dakar
| Burkina Faso | 1–1 | Moçambic |
| ------------ | --- | -------- |
| Pitroipa 36' |     | Mano 2'  |

 Stade du 4-Août, Ouagadougou
| Tanzània    | 1–1 | Senegal |
| ----------- | --- | ------- |
| Khalfan 18' |     | Ba 75'  |

 CCM Kirumba Stadium, Mwanza
| Moçambic                         | 3–1 | Burkina Faso |
| -------------------------------- | --- | ------------ |
| Monteiro 7' · Tico-Tico 42', 48' |     | Sanou 38'    |

 Estádio da Machava, Maputo
| Burkina Faso | 0–1 | Tanzània  |
| ------------ | --- | --------- |
|              |     | Nyoni 77' |

 Stade du 4-Août, Ouagadougou
| Moçambic | 0–0 | Senegal |
| -------- | --- | ------- |
|          |     |         |

 Estádio da Machava, Maputo
| Senegal                                              | 5–1 | Burkina Faso |
| ---------------------------------------------------- | --- | ------------ |
| N'Daw 28' · N'Doye 69' · Camara 73', 83' · Diouf 87' |     | Traoré 40'   |

 Stade Leopold Sedar Senghor, Dakar
| Tanzània | 0–1 | Moçambic     |
| -------- | --- | ------------ |
|          |     | Tico-Tico 8' |

 Benjamin Mkapa National Stadium, Dar es Salaam

### Grup 8
Error de Lua a Mòdul:Sports_table/sub a la línia 10: attempt to concatenate local 'text' (a nil value).
| Gàmbia                       | 2–0 | Cap Verd |
| ---------------------------- | --- | -------- |
| Ceesay 8' (pen.) · Jatta 88' |     |          |

 Independence Stadium, Bakau
| Guinea | 0–0 | Algèria |
| ------ | --- | ------- |
|        |     |         |

 Stade 28 Septembre, Conakry
| Algèria          | 1–0 | Gàmbia |
| ---------------- | --- | ------ |
| Ziani 75' (pen.) |     |        |

 Stade 5 Juillet 1962, Alger
| Cap Verd | 1–0 | Guinea |
| -------- | --- | ------ |
| Lito 52' |     |        |

 Estádio da Várzea, Praia
| Gàmbia | 0–2 | Guinea                      |
| ------ | --- | --------------------------- |
|        |     | Diawara 50' · Feindouno 70' |

 Independence Stadium, Bakau
| Algèria                | 2–0 | Cap Verd |
| ---------------------- | --- | -------- |
| Deham 60' · Meniri 89' |     |          |

 Stade 5 Juillet 1962, Alger
| Cap Verd                | 2–2 | Algèria                   |
| ----------------------- | --- | ------------------------- |
| Soares 65' · Borges 90' |     | Bougherra 33' · Saifi 84' |

 Estádio da Várzea, Praia
| Guinea                   | 2–2 | Gàmbia                |
| ------------------------ | --- | --------------------- |
| Diallo 10' · Mansaré 53' |     | Sonko 51' · Jagne 71' |

 Stade 28 Septembre, Conakry
| Algèria | 0–2 | Guinea                      |
| ------- | --- | --------------------------- |
|         |     | Mansaré 43' · Feindouno 84' |

 Stade 5 Juillet 1962, Alger
| Cap Verd | 0–0 | Gàmbia |
| -------- | --- | ------ |
|          |     |        |

 Estádio da Várzea, Praia
| Gàmbia                | 2–1 | Algèria   |
| --------------------- | --- | --------- |
| Jatta 75' (pen.), 86' |     | Saifi 58' |

 Independence Stadium, Bakau
| Guinea                                                | 4–0 | Cap Verd |
| ----------------------------------------------------- | --- | -------- |
| Feindouno 19' · Cissé 32' · Camara 39' · Bangoura 45' |     |          |

 Stade 28 Septembre, Conakry

### Grup 9
Error de Lua a Mòdul:Sports_table/sub a la línia 10: attempt to concatenate local 'text' (a nil value).
| Sierra Leone | 0–0 | Mali |
| ------------ | --- | ---- |
|              |     |      |

 National Stadium, Freetown
| Togo                     | 2–1 | Benín        |
| ------------------------ | --- | ------------ |
| Dossevi 15' · Amewou 75' |     | Tchomogo 83' |

 Stade de Kégué, Lome
| Benín                     | 2–0 | Sierra Leone |
| ------------------------- | --- | ------------ |
| Chitou 22' · Ogunbiyi 77' |     |              |

 Stade de l'Amitié, Cotonou
| Mali         | 1–0 | Togo |
| ------------ | --- | ---- |
| Traoré 90+1' |     |      |

 Stade 26 mars, Bamako
| Togo                            | 3–1 | Sierra Leone |
| ------------------------------- | --- | ------------ |
| Adebayor 37', 85' · Olufade 62' |     | Wobay 77'    |

 Stade de Kégué, Lome
| Mali               | 1–1 | Benín        |
| ------------------ | --- | ------------ |
| Kanouté 47' (pen.) |     | Ogunbiyi 44' |

 Stade 26 mars, Bamako
| Sierra Leone | 0–1 | Togo       |
| ------------ | --- | ---------- |
|              |     | senaya 78' |

 National Stadium, Freetown
| Benín | 0–0 | Mali |
| ----- | --- | ---- |
|       |     |      |

 Stade de l'Amitié, Cotonou
| Benín                                              | 4–1 | Togo        |
| -------------------------------------------------- | --- | ----------- |
| Omotoyossi 44', 52' · Sessègnon 47' · Ogunbiyi 58' |     | Olufade 75' |

 Stade de l'Amitié, Cotonou
| Mali                                                                            | 6–0 | Sierra Leone |
| ------------------------------------------------------------------------------- | --- | ------------ |
| Sidibé 22' (pen.) · Keita 68', 87' · M. Diallo 76' · L. Diallo 89' · Basala 90' |     |              |

 Stade 26 mars, Bamako
| Sierra Leone | 0–2 | Benín            |
| ------------ | --- | ---------------- |
|              |     | Tchomogo 9', 63' |

 National Stadium, Freetown
| Togo | 0–2 | Mali                        |
| ---- | --- | --------------------------- |
|      |     | Kanouté 41' · M. Diallo 90' |

 Stade de Kégué, Lome

### Grup 10
Error de Lua a Mòdul:Sports_table/sub a la línia 10: attempt to concatenate local 'text' (a nil value).
| Etiòpia     | 1–0 | Líbia |
| ----------- | --- | ----- |
| Mebratu 15' |     |       |

 Addis Abeba Stadium, Addis Ababa
| República Democràtica del Congo        | 3–2 | Namíbia            |
| -------------------------------------- | --- | ------------------ |
| Mbele 31' · Kalulika 67' · Kinkela 80' |     | Plaatjies 37', 60' |

 Stade des Martyrs, Kinshasa
| Namíbia           | 1–0 | Etiòpia |
| ----------------- | --- | ------- |
| Jacobs 18' (pen.) |     |         |

 Sam Nujoma Stadium, Windhoek
| Líbia       | 1–1 | República Democràtica del Congo |
| ----------- | --- | ------------------------------- |
| Hussein 63' |     | Bageta 40'                      |

 Estadi 11 de Juny, Trípoli
| Líbia                       | 2–1 | Namíbia  |
| --------------------------- | --- | -------- |
| Al Rewani 12' · El Taib 61' |     | Helu 88' |

 Estadi 11 de Juny, Trípoli
| República Democràtica del Congo | 2–0 | Etiòpia |
| ------------------------------- | --- | ------- |
| Mbungu 29' · LuaLua 52' (pen.)  |     |         |

 Stade des Martyrs, Kinshasa
| Etiòpia  | 1–0 | República Democràtica del Congo |
| -------- | --- | ------------------------------- |
| Said 30' |     |                                 |

 Addis Abeba Stadium, Addis Ababa
| Namíbia     | 1–0 | Líbia |
| ----------- | --- | ----- |
| Benjamin 5' |     |       |

 Sam Nujoma Stadium, Windhoek
| Namíbia     | 1–1 | República Democràtica del Congo |
| ----------- | --- | ------------------------------- |
| Pienaar 40' |     | Matumona 27'                    |

 Sam Nujoma Stadium, Windhoek
| Líbia                          | 3–1 | Etiòpia    |
| ------------------------------ | --- | ---------- |
| Zuway 11', 48' · Al Rewani 23' |     | Tefera 59' |

 Estadi 11 de Juny, Trípoli
| República Democràtica del Congo | 1–1 | Líbia       |
| ------------------------------- | --- | ----------- |
| Nonda 39' (pen.)                |     | Hussein 51' |

 Stade des Martyrs, Kinshasa
| Etiòpia               | 2–3 | Namíbia                        |
| --------------------- | --- | ------------------------------ |
| Bogale 44' · Said 67' |     | Bester 64', 82' · Katupose 86' |

 Addis Abeba Stadium, Addis Ababa

### Grup 11
Error de Lua a Mòdul:Sports_table/sub a la línia 10: attempt to concatenate local 'text' (a nil value).
| Sud-àfrica | 0–0 | Congo |
| ---------- | --- | ----- |
|            |     |       |

 First National Bank Stadium, Johannesburg
| Txad | 0–2 | Zàmbia                   |
| ---- | --- | ------------------------ |
|      |     | Chamanga 47' · Phiri 58' |

 Stade Omnisports Idriss Mahamat Ouya, N'Djamena
| Congo                                      | 3–1 | Txad          |
| ------------------------------------------ | --- | ------------- |
| Abdoulaye 17' · Malonga 29' · N'Guessi 46' |     | Betolngar 89' |

 Stade Alphonse Massemba-Débat, Brazzaville
| Zàmbia | 0–1 | Sud-àfrica  |
| ------ | --- | ----------- |
|        |     | Makoena 28' |

 Independence Stadium, Lusaka
| Txad | 0–3 | Sud-àfrica                           |
| ---- | --- | ------------------------------------ |
|      |     | Moriri 32' · Buckley 45+' · Zuma 76' |

 Stade Omnisports Idriss Mahamat Ouya, N'Djamena
| Congo | 0–0 | Zàmbia |
| ----- | --- | ------ |
|       |     |        |

 Stade Alphonse Massemba-Débat, Brazzaville
| Sud-àfrica                                | 4–0 | Txad |
| ----------------------------------------- | --- | ---- |
| Morris 13' · Zuma 23', 33' · Nomvethe 74' |     |      |

 Absa Stadium, Durban
| Zàmbia                                    | 3–0 | Congo |
| ----------------------------------------- | --- | ----- |
| Mulenga 22' · Ngo 74' (p.p.) · Chalwe 87' |     |       |

 Konkola Stadium, Chililabombwe
| Zàmbia      | 1–1 | Txad        |
| ----------- | --- | ----------- |
| Mbesuma 57' |     | Kedigui 13' |

 Konkola Stadium, Chililabombwe
| Congo         | 1–1 | Sud-àfrica |
| ------------- | --- | ---------- |
| Bantsimba 59' |     | Zuma 51'   |

 Stade Municipal, Pointe-Noire
| Txad           | 1–1 | Congo      |
| -------------- | --- | ---------- |
| Djimrangar 90' |     | Mayimbi 6' |

 Stade Omnisports Idriss Mahamat Ouya, N'Djamena
| Sud-àfrica   | 1–3 | Zàmbia               |
| ------------ | --- | -------------------- |
| McCarthy 51' |     | Katongo 6', 28', 30' |

 Newlands Stadium, Cape Town

### Grup 12
Error de Lua a Mòdul:Sports_table/sub a la línia 10: attempt to concatenate local 'text' (a nil value).
| Marroc                      | 2–0 | Malawi |
| --------------------------- | --- | ------ |
| Chamakh 50' · Boussoufa 72' |     |        |

 Stade Moulay Abdellah, Rabat
| Malawi      | 1–0 | Zimbàbue |
| ----------- | --- | -------- |
| Chavula 33' |     |          |

 Kamuzu Stadium, Blantyre
| Zimbàbue     | 1–1 | Marroc   |
| ------------ | --- | -------- |
| Nyandoro 82' |     | Hadji 7' |

 Rufaro Stadium, Harare
| Marroc                 | 2–0 | Zimbàbue |
| ---------------------- | --- | -------- |
| Chamakh 3' · Hadji 26' |     |          |

 Stade Mohamed V, Casablanca
| Malawi | 0–1 | Marroc          |
| ------ | --- | --------------- |
|        |     | El Moubarki 12' |

 Kamuzu Stadium, Blantyre
| Zimbàbue                               | 3–1 | Malawi       |
| -------------------------------------- | --- | ------------ |
| Nkhatha 24' · Mteki 54' · Mwanjali 61' |     | Kanyenda 43' |

 Barbourfields Stadium, Bulawayo

### Millors segons classificats
Els tres millors segons classificats, dels grups 2 a l'11 també assoliren una plaça per la fase final.
Error de Lua a Mòdul:Sports_table/sub a la línia 10: attempt to concatenate local 'text' (a nil value).

## Equips classificats
Els 16 equips classificats foren:
- Angola
- Benín
- Camerun
- Costa d'Ivori
- Egipte
- Ghana (seu)
- Guinea
- Mali
- Marroc
- Namíbia
- Nigèria
- Senegal
- Sud-àfrica
- Sudan
- Tunísia
- Zàmbia